# 2013年美國職棒大聯盟選秀
2013年美國職棒大聯盟選秀為大聯盟第49屆選秀，在美國時間6月6日至8日舉行。休士頓太空人隊的馬克·艾佩爾為該年首輪選秀狀元。

## 第一輪選秀
圖示
|   | 入選明星賽或年度最佳陣容的球員 |
| * | 並未簽約的球員                 |

| 選秀順位 | 球員              | 球隊             | 位置   | 畢業學校                 |
| -------- | ----------------- | ---------------- | ------ | ------------------------ |
| 1        | 馬克·艾佩爾       | 休士頓太空人     | 右投   | 史丹佛大學               |
| 2        | 克里斯·布萊恩     | 芝加哥小熊       | 三壘手 | 聖地牙哥大學             |
| 3        | 喬恩·葛雷         | 科羅拉多落磯     | 右投   | 奧克拉荷馬大學           |
| 4        | 柯爾·史都華       | 明尼蘇達雙城     | 右投   | St. Pius X高中           |
| 5        | 克林特·弗雷澤     | 克里夫蘭印地安人 | 外野手 | Loganville高中           |
| 6        | 柯林·莫蘭         | 邁阿密馬林魚     | 三壘手 | 北卡羅來納大學教堂山分校 |
| 7        | 崔伊·波爾         | 波士頓紅襪       | 左投   | New Castle Chrysler高中  |
| 8        | 杭特·多傑爾       | 堪薩斯市皇家     | 游擊手 | 史蒂芬奧斯汀州立大學     |
| 9        | 奧斯汀·米多斯     | 匹茲堡海盜       | 外野手 | Grayson高中              |
| 10       | 菲利普·畢克弗     | 多倫多藍鳥       | 右投   | Oaks基督學校             |
| 11       | 多明尼克·史密斯   | 紐約大都會       | 一壘手 | Serra高中                |
| 12       | D·J·彼得森        | 西雅圖水手       | 三壘手 | 新墨西哥大學             |
| 13       | 杭特·倫弗洛       | 聖地牙哥教士     | 外野手 | 密西西比州立大學         |
| 14       | 瑞斯·馬奎爾       | 匹茲堡海盜       | 捕手   | Kentwood高中             |
| 15       | 布拉登·席普利     | 克里夫蘭印地安人 | 右投   | 內華達大學雷諾分校       |
| 16       | J·P·克勞佛        | 費城費城人       | 游擊手 | Lakewood高中             |
| 17       | 提姆·安德森       | 芝加哥白襪       | 游擊手 | East Central社區學院     |
| 18       | 克里斯·安德森     | 洛杉磯道奇       | 右投   | 傑克森維爾大學           |
| 19       | 馬可·岡薩雷斯     | 聖路易紅雀       | 左投   | 貢扎加大學               |
| 20       | 強納森·克勞佛     | 底特律老虎       | 右投   | 佛羅里達大學             |
| 21       | 尼克·丘佛         | 坦帕灣光芒       | 捕手   | Lexington高中            |
| 22       | 杭特·哈維         | 巴爾的摩金鶯     | 右投   | Bandys高中               |
| 23       | 艾力克斯·岡薩雷茲 | 德州遊騎兵       | 右投   | 奧羅爾羅伯茨大學         |
| 24       | 比利·麥金尼       | 奧克蘭運動家     | 外野手 | Plano West高中           |
| 25       | 克里斯蒂安·亞羅尤 | 舊金山巨人       | 游擊手 | Hernando高中             |
| 26       | 艾瑞克·傑蓋羅     | 紐約洋基         | 三壘手 | 聖母大學                 |
| 27       | 菲利普·爾文       | 辛辛那提紅人     | 外野手 | 桑福德大學               |

### 第一輪補充選秀
| 選秀順位 | 球員            | 球隊         | 位置   | 畢業學校          |
| -------- | --------------- | ------------ | ------ | ----------------- |
| 28       | 羅布·卡敏斯基   | 聖路易紅雀   | 外野手 | 桑福德大學        |
| 29       | 萊恩·史丹尼克   | 坦帕灣光芒   | 外野手 | Coral Springs高中 |
| 30       | 崔維斯·迪莫瑞特 | 德州遊騎兵   | 右投   | Santa Fe高中      |
| 31       | 傑森·赫許       | 亞特蘭大勇士 | 左投   | 佛羅里達大學      |
| 32       | 亞倫·賈吉       | 紐約洋基     | 外野手 | 佛羅里達大學      |
| 33       | 伊恩·克拉金     | 紐約洋基     | 左投   | 佛羅里達大學      |

### A輪平衡選秀
| 選秀順位 | 球員          | 球隊         | 位置   | 畢業學校                 |
| -------- | ------------- | ------------ | ------ | ------------------------ |
| 34       | 尚恩·馬奈亞   | 堪薩斯市皇家 | 左投   | 印第安納州立大學         |
| 35       | 麥特·克魯克   | 邁阿密馬林魚 | 左投   | St. Ignatius高中         |
| 36       | 亞倫·布萊爾   | 聖路易紅雀   | 右投   | 馬歇爾大學               |
| 37       | 喬許·哈特     | 波士頓紅襪   | 外野手 | Parkview高中             |
| 38       | 麥可·洛倫岑   | 辛辛那提紅人 | 右投   | 加州州立大學富勒頓分校   |
| 39       | 柯瑞·克涅貝爾 | 底特律老虎   | 右投   | 德克薩斯州大學奧斯汀分校 |

## 補償選秀
1. ↑  因海盜去年未能簽下馬克·艾佩爾而得到補償選秀
2. ↑  因密爾瓦基釀酒人簽下紅雀自由球員凱爾·洛斯而得到補償選秀
3. ↑  因亞特蘭大勇士簽下光芒自由球員梅爾文·厄普顿而得到補償選秀
4. ↑  因洛杉磯天使簽下遊騎兵自由球員喬許·漢米爾頓而得到補償選秀
5. ↑  因克里夫蘭印地安人簽下勇士自由球員麥克·伯恩而得到補償選秀
6. ↑  因克里夫蘭印地安人簽下洋基自由球員尼可拉斯·史威瑟而得到補償選秀
7. ↑  因華盛頓國民簽下洋基自由球員拉斐爾·索利安諾而得到補償選秀

## 其他著名球員
- 羅布·薩斯特拉尼, 第2輪, 41順位被芝加哥小熊選走
- 萊恩·麥克曼恩, 第2輪, 42順位被科羅拉多落磯選走
- 崔佛·威廉斯, 第2輪, 44順位被邁阿密馬林魚選走
- 柯迪·瑞德, 第2輪, 46順位被堪薩斯市皇家選走
- 達斯汀·彼得森, 第2輪, 50順位被亞利桑那響尾蛇選走
- 安德魯·納普, 第2輪, 53順位被費城費城人選走
- 奧斯卡·莫卡多, 第2輪, 57順位被聖路易紅雀選走
- 錢斯·席斯可, 第2輪, 61順位被巴爾的摩金鶯選走
- 萊德·瓊斯, 第2輪, 64順位被舊金山巨人選走
- 維克多·卡拉丁尼, 第2輪, 65順位被亞特蘭大勇士選走
- 查德·賓德, 第2輪, 71順位被奧克蘭運動家選走
- 泰勒·歐尼爾, 第3輪, 85順位被西雅圖水手選走
- 雅各比·瓊斯, 第3輪, 87順位被匹茲堡海盜選走
- 丹尼爾·帕爾卡, 第3輪, 88順位被亞利桑那響尾蛇選走
- 布蘭登·迪克森, 第3輪, 92順位被洛杉磯道奇選走
- 麥克·馬耶斯, 第3輪, 93順位被聖路易紅雀選走
- 基南·米德爾頓, 第3輪, 95順位被洛杉磯天使選走
- 史蒂芬·塔布里, 第3輪, 98順位被巴爾的摩金鶯選走
- 萊昂·希利, 第3輪, 100順位被奧克蘭運動家選走
- 喬丹·派特森, 第4輪, 109順位被科羅拉多落磯選走
- 凱爾·克洛基特, 第4輪, 111順位被克里夫蘭印地安人選走
- 泰勒·威廉斯, 第4輪, 122順位被密爾瓦基釀酒人選走
- 科迪·貝林傑, 第4輪, 124順位被洛杉磯道奇選走
- 喬納·海姆, 第4輪, 129順位被巴爾的摩金鶯選走
- 迪倫·科維, 第4輪, 130順位被奧克蘭運動家選走
- 泰勒·韋德, 第4輪, 134順位被紐約洋基選走
- 班·萊弗利, 第4輪, 135順位被辛辛那提紅人選走
- 尼克·皮維塔, 第4輪, 136順位被華盛頓國民選走
- 湯尼·坎普, 第5輪, 137順位被休士頓太空人選走
- 亞倫·史萊傑, 第5輪, 140順位被明尼蘇達雙城選走
- 查德·華萊許, 第5輪, 142順位被邁阿密馬林魚選走
- 傑克·雷恩海默, 第5輪, 147順位被西雅圖水手選走
- 巴克·法默, 第5輪, 156順位被底特律老虎選走
- 強尼·菲爾德, 第5輪, 158順位被坦帕灣光芒選走
- 雅各·諾丁漢, 第6輪, 167順位被休士頓太空人選走
- 路克·法瑞爾, 第6輪, 174順位被堪薩斯市皇家選走
- 馬修·柏伊德, 第6輪, 175順位被多倫多藍鳥選走
- 崔佛·高特, 第6輪, 178順位被聖地牙哥教士選走
- 亞當·弗雷澤, 第6輪, 179順位被匹茲堡海盜選走
- 蓋瑞特·庫珀, 第6輪, 182順位被密爾瓦基釀酒人選走
- 雅各·雷姆, 第6輪, 184順位被洛杉磯道奇選走
- 薩克·韋斯, 第6輪, 195順位被辛辛那提紅人選走
- 康納·格林, 第7輪, 205順位被多倫多藍鳥選走
- 泰勒·歐爾森, 第7輪, 207順位被西雅圖水手選走
- 尼克·賈德懷恩, 第7輪, 220順位被德州遊騎兵選走
- 尼克·隆布洛, 第7輪, 224順位被紐約洋基選走
- 泰勒·馬里, 第7輪, 225順位被辛辛那提紅人選走
- 肯德爾·葛雷夫曼, 第8輪, 235順位被多倫多藍鳥選走
- 布萊德·凱勒, 第8輪, 240順位被亞利桑那響尾蛇選走
- 凱爾·法默, 第8輪, 244順位被洛杉磯道奇選走
- 薩克·雷林格, 第8輪, 246順位被底特律老虎選走
- 崔伊·曼西尼, 第8輪, 249順位被巴爾的摩金鶯選走
- 派特·瓦萊卡, 第9輪, 259順位被科羅拉多落磯選走
- 米契·加佛, 第9輪, 260順位被明尼蘇達雙城選走
- 托馬斯·帕農, 第9輪, 261順位被克里夫蘭印地安人選走
- 查德·庫爾, 第9輪, 269順位被匹茲堡海盜選走
- 奧斯丁·普魯特, 第9輪, 278順位被坦帕灣光芒選走
- 薩克·古德利, 第10輪, 288順位被芝加哥小熊選走
- 麥克·陶克曼, 第10輪, 289順位被科羅拉多落磯選走
- 艾米里歐·帕岡, 第10輪, 297順位被西雅圖水手選走
- 尚恩·卡爾, 第10輪, 299順位被匹茲堡海盜選走
- 泰勒·韋伯, 第10輪, 314順位被紐約洋基選走
- 亞當·普魯柯, 第11輪, 321順位被克里夫蘭印地安人選走
- 卡洛斯·亞蘇艾傑, 第11輪, 323順位被波士頓紅襪選走
- 查德·格林, 第11輪, 336順位被底特律老虎選走
- 史蒂文·布勞特, 第11輪, 339順位被巴爾的摩金鶯選走
- 提姆·梅薩, 第12輪, 355順位被多倫多藍鳥選走
- J·T·瑞鐸, 第13輪, 382順位被邁阿密馬林魚選走
- 提姆·羅卡斯楚, 第13輪, 385順位被多倫多藍鳥選走
- 吉米·亞卡波尼斯, 第13輪, 399順位被巴爾的摩金鶯選走
- 凱文·麥卡提, 第16輪, 474順位被堪薩斯市皇家選走
- 達斯汀·佛勒, 第18輪, 554順位被紐約洋基選走
- 亞當·恩格爾, 第19輪, 573順位被芝加哥白襪選走
- 班·海勒, 第22輪, 651順位被克里夫蘭印地安人選走
- 小馬克·萊特, 第22輪, 661順位被費城費城人選走
- 路克·佛伊特, 第22輪, 665順位被聖路易紅雀選走
- 荷西·迪·里昂, 第24輪, 724順位被洛杉磯道奇選走
- 艾倫·布森尼茲, 第25輪, 757順位被洛杉磯天使選走
- 唐尼·哈特, 第27輪, 819順位被巴爾的摩金鶯選走
- 杭特·伍德, 第29輪, 878順位被坦帕灣光芒選走
- 安德魯·班奈坦迪, 第31輪, 878順位被辛辛那提紅人選走,但未簽約
- 泰勒·懷特, 第33輪, 977順位被休士頓太空人選走
- 凱西·克萊門斯, 第35輪, 1037順位被休士頓太空人選走,但未簽約

## 球員紀錄
Kyle Crockett為2013年選秀名單上最早登上大聯盟的球員。他於2014年5月16日初登板。
馬可·岡薩雷斯為2013年第一輪選秀名單上最早登上大聯盟的球員。他於2014年6月25日初登板。

## 外部連結
- MLB Important Dates for 2013（页面存档备份，存于）
- 2013 MLB Draft Tracker（页面存档备份，存于）
- Baseball America's First Round Recap[永久]

| 前任： 卡洛斯·柯瑞亞 | 選秀狀元 馬克·艾佩爾 | 繼任： 布萊迪·艾肯 |